# Palatul Franz Anheuer
Palatul Franz Anheuer este o clădire de referință situată în Timișoara. Construcția sa a fost finalizată în stilul Secession, specific anilor 1900, după planurile arhitectului Eduard Reiter. Palatul Anheuer se remarcă prin fațada sa, caracterizată de prezența personajelor feminine și lirelor aurite care împodobesc al doilea etaj.
Face parte din Situl urban „Fabric” (II), monument istoric cod LMI TM-II-s-B-06097.

## Istorie
Palatul Anheuer a primit autorizația de construire la data de 21 mai 1900 și autorizația de finalizare a lucrărilor fără instalații interioare și decorațiuni la 1 aprilie 1901. Acesta a fost construit în același timp cu Palatul Ignacz Heymann, însă cele două clădiri prezintă expresii plastice opuse.
Comanditarul clădirii, Franz Anheuer, a fost director la o Casă de economii și a avut un rol important în comunitatea locală. Numele său apare pe lista ultimilor 224 de consilieri municipali care, la 28 octombrie 1918, în cadrul Adunării Generale Ordinare, au luat în unanimitate următoarele hotărâri:
1. Orașul dorește încheierea imediată a păcii.
2. Independența Ungariei trebuie declarată în conformitate cu legea.
3. Trebuie asigurată egalitatea naționalităților.
4. Se solicită dreptul la vot universal, egal și secret.
5. Se cere libertatea de asociere.
6. Trebuie numit un guvern național democratic.

Cu toate acestea, implementarea acestor hotărâri a fost împiedicată de evenimentele politice care au urmat. La doar trei zile după aceasta, în 31 octombrie, a izbucnit Revoluția Crizantemelor, iar la Timișoara a fost proclamată Republica Bănățeană.